# Lecionário 123
O Lecionário 123 (designado pela sigla ℓ 123 na classificação de Gregory-Aland) é um antigo manuscrito do Novo Testamento, paleograficamente datado do Século X d.C.[a]
Este codex contém lições dos evangelhos de Mateus, Lucas e João (conhecido como Evangelistarium), com algumas lacunas. O manuscrito contém imagens, e está muito bem escrito, mas não apresenta pontuação[a]. Foi escrito em grego, e actualmente se encontra na Biblioteca do Vaticano.